# Садовский, Валентин Васильевич
Валенти́н Васи́льевич Садо́вский (укр. Валенти́н Васи́льович Сад́овський; 1886, Плещин, Волынская губерния, Российская империя — 24 ноября 1947, Киев) — украинский учёный, экономист, географ, журналист, редактор, педагог, профессор, общественный, государственный и политический деятель, революционер, публицист. Член Украинской Центральной рады. Генеральный секретарь судебных дел, народный министр труда УНР.

## Биография
Родился на Волыни в семье священника. Изучал право в Киевском университете Святого Владимира и экономику в Императорском Санкт-Петербургском политехническом институте, был активным членом Украинской студенческих общин.
С 1904 года — член Революционной украинской партии, позже один из руководящих деятелей УСДРП. В 1907 году его, как члена Центрального комитета партии арестовали царские власти. В 1909—1910 годах Садовский вместе с Дмитрием Донцовым и Андреем Жуком редактировал партийную газету «Праця».
В 1917 году — член Украинской Центральной рады и Малого Совета, с 28 июня 1917 года — генеральный секретарь судебных дел в правительстве В. Винниченко. После государственного переворота гетмана П. Скоропадского вошёл в состав политической комиссии украинской делегации на переговорах с большевистской Россией.
В 1918 году — член Украинского национально-государственного Союза. При Директории УНР был назначен министром труда и на этой должности оставался в нескольких кабинетах в течение 1920—1922 годов.
С 1920 года — в эмиграции в Польше и Чехии. С 1925 года — доцент, впоследствии профессор Украинского хозяйственной академии в Подебрадах, возглавлял кафедру экономических наук Украинского научного института в Варшаве.
Автор многочисленных научных трудов по экономике, экономической географии, демографии, национальной политике. Внёс весомый вклад в вопросы демографии и демогеографии Украины.
После окончания Великой Отечественной войны, в мае 1945 года военная контрразведка 1-го Украинского фронта арестовала в Праге профессора Садовского. Бывшему министру правительства УНР инкриминировали издание антисоветских произведений и помощь международной буржуазии, что предусматривало 10 лет заключения или высшую меру наказания — расстрел.
Более двух лет продолжалось предварительное следствие по его делу, но до приговора военного трибунала В. Садовский не дожил. 24 ноября погиб в Лукьяновской тюрьме от рук уголовников.

## Избранные труды
- «Очерк экономической географии Украины» (1920),
- «Проблемы индустриализации в народном хозяйстве» (1929),
- «Районизация Украины» (1931),
- «Современные проблемы экономики Украины» (в соавт.) (1931),
- «Труд в УССР» (1932),
- «Из итогов колонизационной политики в СССР» (1936).

Член Научного общества им. Т. Шевченко.

## Память
В городе Шепетовка его именем названа улица.